# Sîneava, Dzerjînsk
Sîneava (în ucraineană Синява) este un sat în comuna Iasnohorod din raionul Dzerjînsk, regiunea Jîtomîr, Ucraina.

## Demografie
Componența lingvistică a localității Sîneava
     Ucraineană (100%)
Conform recensământului din 2001, toată populația localității Sîneava era vorbitoare de ucraineană (100%).